# Cayo Laughing Bird
Cayo Laughing Bird (en inglés: Laughing Bird Caye) y literalmente en castellano: «Cayo del Pájaro Risueño» es una isla frente a la costa de Placencia, en el Distrito de Stann Creek, parte del país centroamericano de Belice. El 21 de diciembre de 1991, el Cayo Laughing Bird fue declarado parque nacional. Se extiende en un área de 1,8 acres (0,73 hectáreas o 7300 m²). El parque nacional lleva el nombre de la gaviota Laughingbird que se reproduce allí.